# Socket 441
Socket 441 — рознім для процесорів типу Intel Atom, процесорів з тизьким споживанням електроенергії. Зазвичай, використовується в ультра-мобільних персональних комп'ютерах (нетбуках), смартфонах та інших портативних пристроях з низьким енергоспоживанням.